# Tom Holland (skuespiller)
 Der er flere personer med dette navn, se Tom Holland.
 Ikke at forveksle med Tom Hollander.
Thomas Stanley Holland (født 1. juni 1996) er en engelsk skuespiller. Han er blandt andet kendt for at spille Spider-Man i MCU (Marvel cinematic universe), blandt andet Spider-Man: Homecoming (2017), Spider-Man: Far From Home, samt Spider-Man: No Way Home (2021). Tom Holland har også spillet med i musicallen "Billy Elliot", hvor han spillede Billy Elliot.
Tom Holland er også på top 10-listen over bedste mandlige skuespillere ifølge New York Times.[kilde mangler]

## Udvalgt filmografi
- The Impossible (2012) – Lucas Bennett
- Captain America: Civil War (2016) – Spider-Man
- Spider-Man: Homecoming (2017) – Spider-Man
- Avengers: Infinity War (2018) – Spider-Man
- Avengers: Endgame (2019) – Spider-Man
- Spider-Man: Far From Home (2019) – Spider-Man
- Fremad (2020) - Ian Lightfoot
- Cherry (2020) – Nico Walker
- Chaos Walking (2021) - Todd Hewitt
- Spider-Man: No Way Home (2021) – Spider-Man